# Cadolzburg
Cadolzburg è un comune-mercato di 11 312 abitanti, situato nel Land tedesco della Baviera.